# South Boston Speedway
De South Boston Speedway is een racecircuit gelegen in South Boston, Virginia. Het is een ovaal circuit van 0,357 mijl of 575 meter in tracklengte. Het circuit werd tussen 1960 en 1971 gebruikt voor een wedstrijd uit de NASCAR Grand National Series.

## Winnaars op het circuit
Winnaars op het circuit uit de Grand National Series.
| Jaar | Race               | Winnaar        | Auto      |
| ---- | ------------------ | -------------- | --------- |
| 1960 | -                  | Junior Johnson | Chevrolet |
| 1961 | -                  | Junior Johnson | Pontiac   |
| 1962 | -                  | Rex White      | Chevrolet |
| 1963 | South Boston 400   | Richard Petty  | Plymouth  |
| 1963 | South Boston 400   | Richard Petty  | Plymouth  |
| 1964 | -                  | Richard Petty  | Plymouth  |
| 1968 | -                  | Richard Petty  | Plymouth  |
| 1969 | South Boston 100   | Bobby Isaac    | Dodge     |
| 1970 | Halifax County 100 | Richard Petty  | Plymouth  |
| 1971 | Halifax County 100 | Benny Parsons  | Ford      |